# ريتشارد دينتري

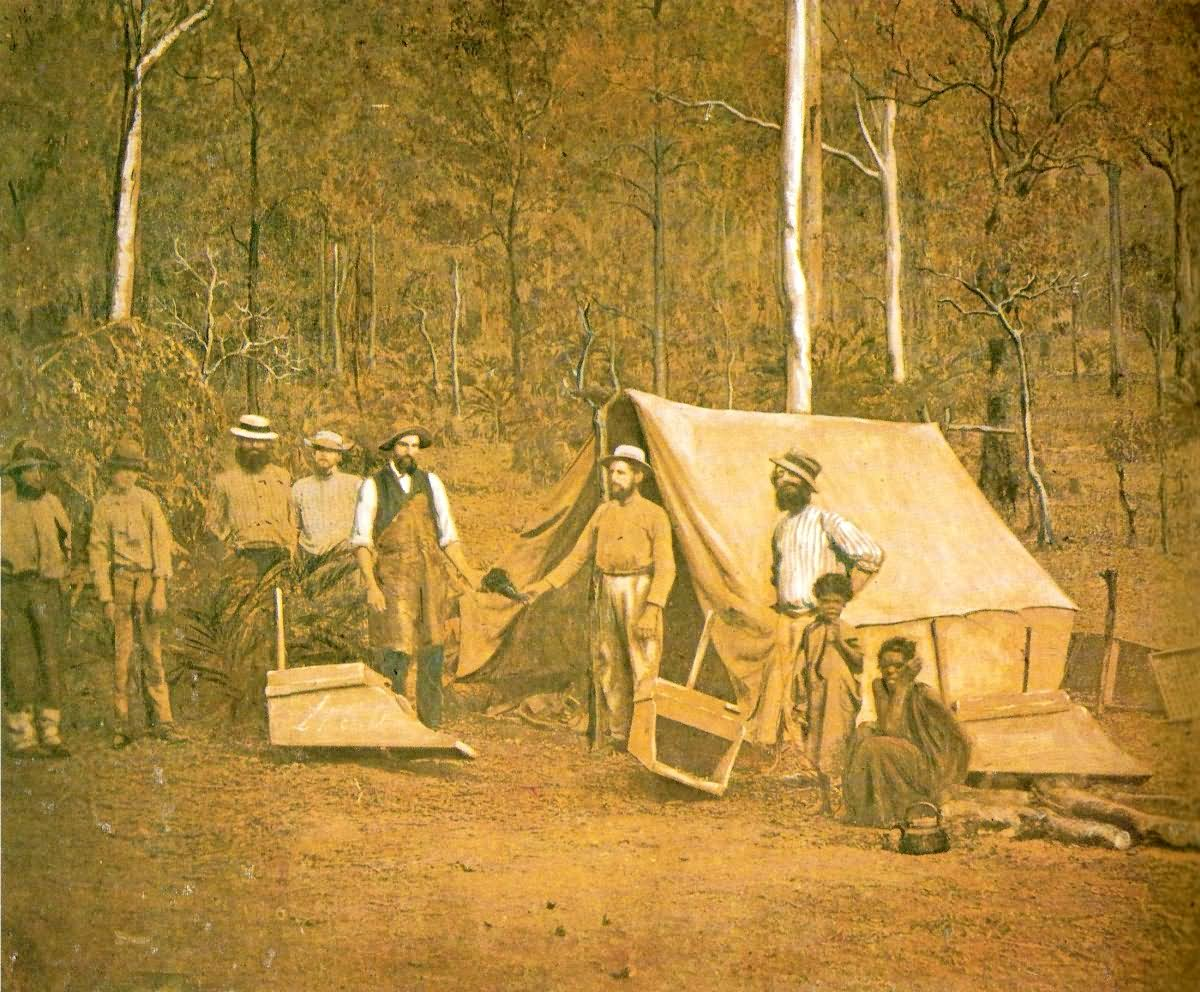
صورة بالألوان صوّرها ريتشارد دينتري

ريتشارد دينتري (بالإنجليزية: Richard Daintree) كان جيولوجياً ومصوّراً أسترالياً، وُلد في 20 يونيو 1878 وتوفي في 13 ديسمبر 1832. كان على وجه الخصوص أول جيولوجي حكومي لإستكشاف كوينزلاند الشمالية، محاولاً اكتشاف حقول الذهب وطبقات الفحم لأغراض الاستغلال في المستقبل، كان دينتري رائدة في استخدام التصوير الفوتوغرافي خلال الرحلات الميدانية، عُين عام 1872 وكيل عام لكوينزلاند في لندن لكنه اضطر إلى الاستقالة في عام 1876 بسبب اعتلال الصحة وسوء التصرف من قبل بعض موظفيه، سُميت باسمه بعض المناطق في كوينزلاند مثل: مدينة دينتري، حديقة دينيتري الوطنية، نهر دينتري، غابات دينتري المطيرة والتي رُشحت لقائمة التراث العالمي.

## المصدر
- مترجم من ويكيبيديا الإنكليزية.